# Střední marka

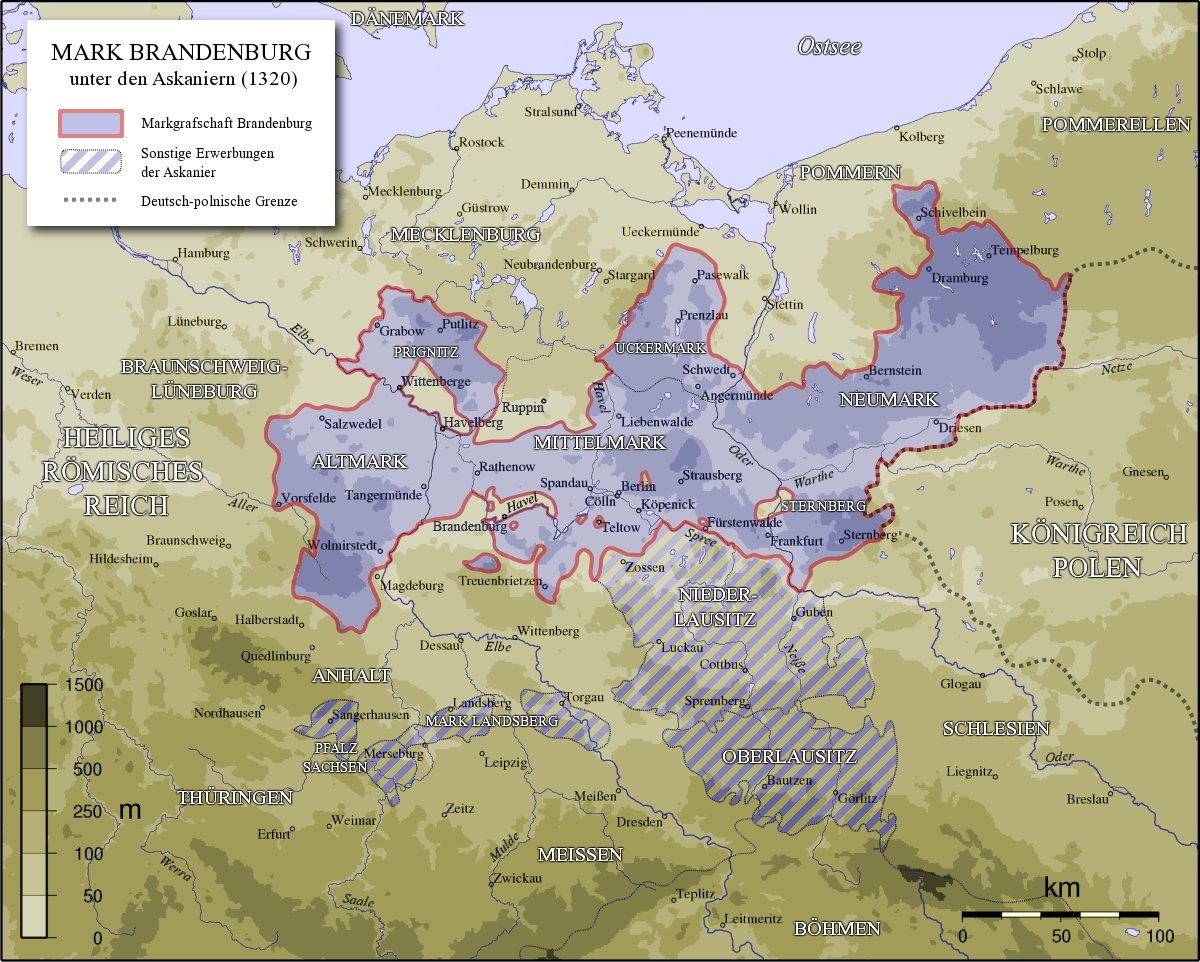
Braniborská marka uvnitř Askánska (1320)

Střední marka (něm. Mittelmark) je historický zeměpisný výraz, který se vztahuje na někdejší původní území Braniborské marky (kolem roku 1417). Název zřejmě vychází z polohy obou tehdy braniborských krajů Staré marky (dnešní Sasko-Anhaltsko) a Nové marky (v dnešním Polsku). 
Střední marka byla mimoto název také provincie zřízené roku 1713 hohenzollernských území (viz Prusko), jež však existovalo jen poměrně krátce. 
Od roku 1993 se toto označení území opět objevuje při zřízení zemského okresu Postupim-Střední marka (Landkreis Potsdam-Mittelmark). Současná podoba však zaujímá jen malou část původní Střední marky. Mimo to jižní díl okresu s okresním městem Lázně Bělčice historicky nikoli ke Střední marce, nýbrž byl až do vídeňského kongresu v roce 1815 součástí Saska.